# ヒュールン県
ヒュールン県（ヒュールンけん、ベトナム語：Huyện Hữu Lũng / 縣右隴?）は、ベトナム社会主義共和国ランソン省の県である。

## 行政区画
以下の1市鎮23社を管轄する。
- ヒュールン市鎮（Hữu Lũng / 右隴）
- カイキン社（Cai Kinh / 該經）
- ドンタン社（Đồng Tân / 同新）
- ドンティエン社（Đồng Tiến / 同進）
- ホソン社（Hồ Sơn / 湖山）
- ホアビン社（Hòa Bình / 和平）
- ホアラック社（Hòa Lạc / 和樂）
- ホアソン社（Hòa Sơn / 和山）
- ホアタン社（Hòa Thắng / 和勝）
- ヒューリエン社（Hữu Liên / 右連）
- ミンホア社（Minh Hòa / 明和）
- ミンソン社（Minh Sơn / 明山）
- ミンティエン社（Minh Tiến / 明進）
- ニャットティエン社（Nhật Tiến / 日進）
- クエットタン社（Quyết Thắng / 決勝）
- ソンハ社（Sơn Hà / 山河）
- タンタイン社（Tân Thành / 新城）
- タインソン社（Thanh Sơn / 清山）
- ティエンタン社（Thiện Tân / 善新）
- ヴァンニャム社（Vân Nham / 雲岩）
- イエンヴィン社（Yên Bình / 安平）
- イエンソン社（Yên Sơn / 安山）
- イエンティン社（Yên Thịnh / 安盛）
- イエンヴオン社（Yên Vượng / 安旺）